# 花巻東バイパス
- 日本の道路 > 一般国道 > 国道4号 > 花巻東バイパス

花巻東バイパス（はなまきひがしバイパス）は、国道4号のバイパス道路である。

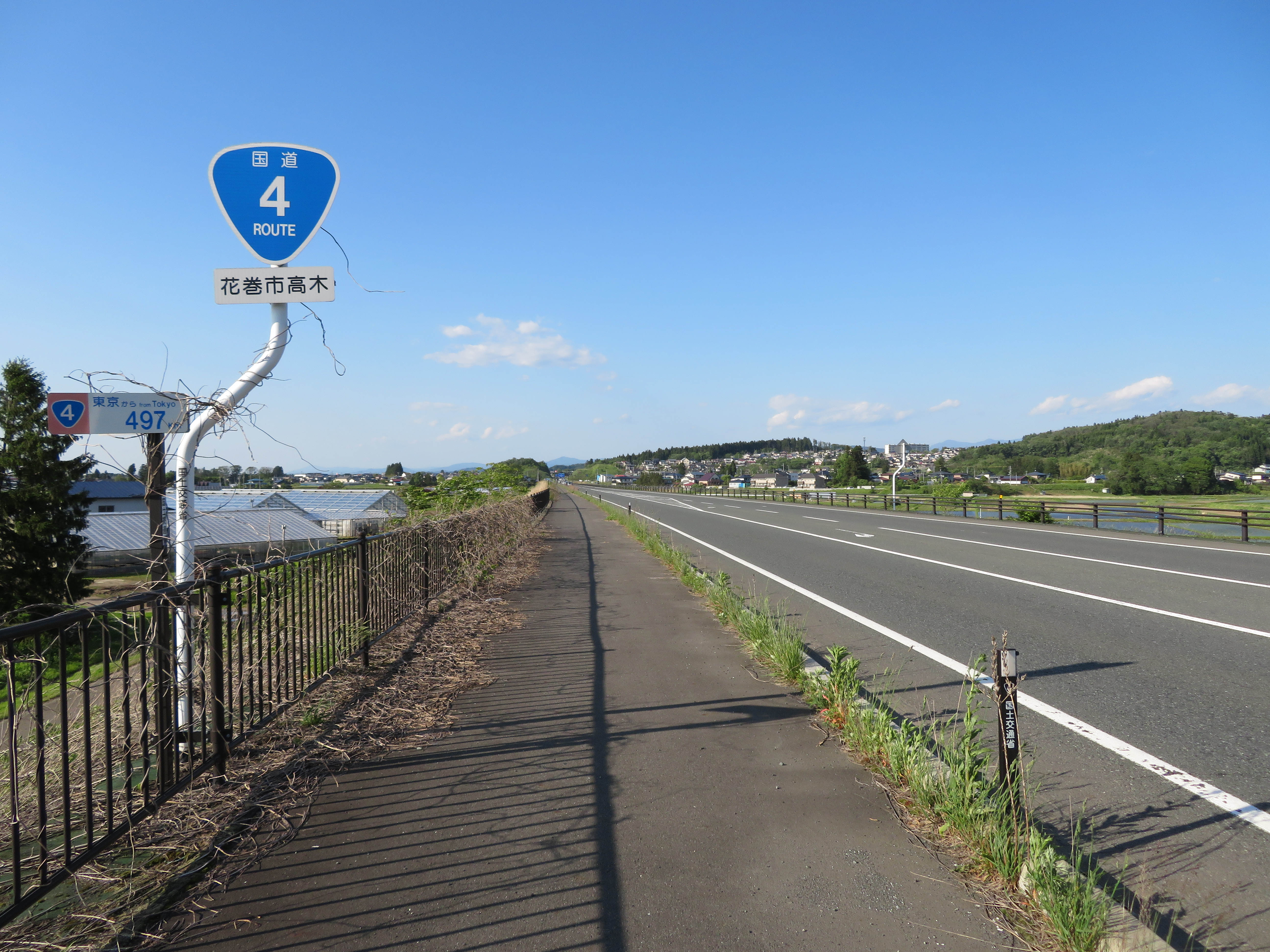
花巻市高木付近

## 概要
花巻市の中心部を通る国道4号は（四日町丁字路以南が）片側1車線で交通量が多く、沿道が住宅密集地であるためかねてから騒音や交通渋滞などに悩まされてきた。そこでこれら諸問題を解決するため、東側にバイパス道路を建設することとなり、これにより市街地における交通渋滞緩和と通過交通の分散が期待されている。
釜石自動車道開通に際しては花巻空港ICが岩手県道296号花巻空港インター線を経由して接続しており、花巻空港の空港ターミナルビルが滑走路の東側（東宮野目地区・岩手県道294号東宮野目二枚橋線沿い）へ移転したことにともない、最寄りのインターチェンジとなっている。
なお花巻空港ICへ繋がる立体交差点の側道部は直進禁止となっており、側道へ入ると当BPへは戻れない（釜石道方面及び空港方面への右左折のみ可）。

### 路線データ
- 起点 : 岩手県花巻市山の神（花巻東B.P.南口交差点）
- 終点 : 岩手県花巻市東宮野目（花巻東B.P.北口交差点）
- 延長 : L=8.3km
- 規格 : 第3種第1級
- 設計速度 : V=80km/h
- 道路幅員 : W=26.0m（車道3.5m×4車線、路肩1.5m×両側、歩道3.5m×両側）

## 歴史
- 1987年 - 着工。
- 2002年11月1日 - 高木第19地割（国道283号） - 東宮野目（終点）4.2km暫定2車線供用[1]。
- 2006年3月15日 - 高木第22地割（県道花巻北上線） - 高木第19地割（国道283号）0.8km暫定2車線供用。
- 2008年8月3日 - 山の神 - 高木第22地割3.3km暫定2車線供用、全線開通。
- 2015年4月1日 - 旧道区間が国道指定より外され「岩手県道298号山の神西宮野目線」へ移管。

## 路線状況

### 道路施設
- 東北本線
  - 花巻南跨線橋
- 北上川
  - 銀河南大橋
- 猿ヶ石川
- 北上川
  - 銀河大橋
- 釜石線
  - 花巻跨線橋

### 花巻東B.P.北口交差点
花巻東B.P.北口交差点（はなまきひがしバイパスきたぐちこうさてん）は、当道路終点にある交差点。

#### 交差道路
- 東西 : 岩手県道286号東和花巻温泉線
- 南北 : 国道4号、花巻東バイパス

花巻警察署管内で交通量が最も多い交差点。かつて国道4号は直線道路だったが、東バイパス開通後はバイパスへの導流を優先させるために急カーブを描き、県道286号もルート変更が実施された。
当交差点が誕生した当初、東バイパスは北半分のみの部分開通だったため、水沢・北上方面（現道）への右折車とバイパスからの対向直進車とが正面・側面衝突する交通事故が多発していた。このため国道4号側の信号機標示は右折と直進・左折車を別々に動かす「セパレート式」へと改められている。

## 地理

### 交差する道路
| 交差する道路                                                | 交差する道路                                                | 交差する場所           |
| ----------------------------------------------------------- | ----------------------------------------------------------- | ---------------------- |
| 岩手県道298号山の神西宮野目線                               | 岩手県道298号山の神西宮野目線                               | 花巻東B.P.南口交差点   |
| 岩手県道28号花巻北上線                                      | 岩手県道28号花巻北上線                                      | 花巻東B.P.高木交差点   |
| 国道283号 岩手県道・秋田県道12号花巻大曲線                  | 国道283号 岩手県道・秋田県道12号花巻大曲線                  | 花巻東B.P.矢沢交差点   |
| 岩手県道286号東和花巻温泉線 岩手県道296号花巻空港インター線 | 岩手県道286号東和花巻温泉線 岩手県道296号花巻空港インター線 | 釜石道・花巻空港IC入口 |
| 岩手県道286号東和花巻温泉線                                 | 岩手県道298号山の神西宮野目線                               | 花巻東B.P.北口交差点   |
| 国道4号 二戸・盛岡方面                                      |                                                             |                        |